# Kirche Hl. Vasilije Ostroški (Linz)

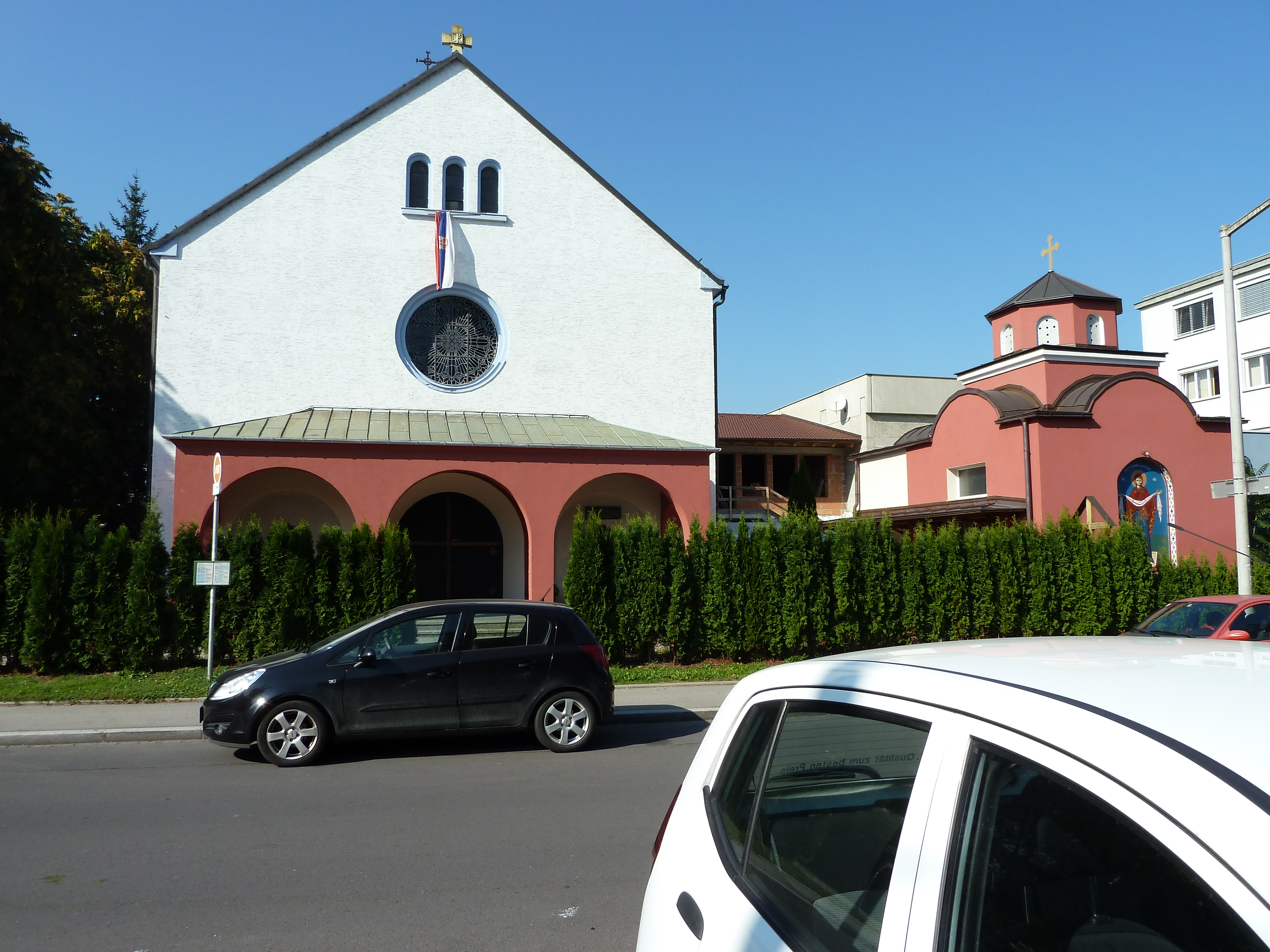
Die Kirche Hl. Vasilije Ostroški zu Linz

Die Kirche Hl. Vasilije Ostroški (serbisch: Црква Светог Василија Острошког, Crkva Svetog Vasilija Ostroškog), auch Hafenkirche genannt, steht in der Linzer Posthofstraße in Oberösterreich. Die Kirche ist dem Hl. Vasilije Ostroški gewidmet und war früher die katholische Pfarrkirche St. Severin. Die Kirche steht unter Denkmalschutz.
Sie ist die Pfarrkirche der Pfarreien I und II und der gleichnamigen Kirchengemeinde im Dekanat Mittel-Österreich, der Eparchie Österreich-Schweiz der Serbisch-Orthodoxen Kirche.
Vorsteher und Pfarrpriester der ersten Pfarrei der Kirche ist der Erzpriester Dragan Mićić und Pfarrpriester der zweiten Pfarrei ist Zoran Vrbaški. Der Kirche dienen die zwei Diakone Nemanja und Đorđe Mićić.

## Geschichte
Im Jahre 1935 wurde nach Plänen von Hans Feichtlbauer die Kirche als katholische Pfarrkirche St. Severin für den Linzer Stadtteil Lustenau erbaut. Es ist ein einschiffiges Langhaus mit Querschiff, Chorturm und Bogenvorhalle.
Die Gegend war zur Zeit des Kirchenbaus noch eher bäuerlich und kleinbürgerlich geprägt. Der Hafen mit der Industriezeile wurde erst ab 1938 von den Nationalsozialisten angelegt, wodurch sich der Stadtteil zum Industrie- und Gewerbegebiet gewandelt hat. Nachdem auch neue Wohngebiete im Kaplanhofviertel entstanden sind, entschloss man sich für einen Neubau der katholischen Kirche in der Lederergasse, die 1968 geweihte heutige Severinkirche. Die alte Hafenkirche blieb noch bis in die 1980er-Jahre als Filialkirche erhalten.
1990 wurde die Hafenkirche an die 1969 gegründete serbisch-orthodoxe Gemeinde in Linz verpachtet, später dann verkauft. Es folgten Renovierungen und eine Neugestaltung des Innenraums.